# Zvečan
Zvečan en serbe latin et Zveçan en albanais (en serbe cyrillique : Звечан) est une ville et une commune (municipalité) du nord du Kosovo. Elle fait partie du district de Mitrovicë/Kosovska Mitrovica. En 1991, la ville intra muros comptait 3 261 habitants et la commune/municipalité 10 030 ; selon des estimations de 2009 comptabilisées pour le recensement kosovar de 2011, la ville comptait 1 297 et la municipalité 7 481. En 2013, l'OSCE, s'appuyant sur des sources municipales, estime la population de la commune à environ 17 000 habitants.

## Géographie
La ville de Zvečan/Zveçan est située près de Mitrovicë/Kosovska Mitrovica, sur les bords de la rivière Ibar.

## Histoire
La ville est mentionnée pour la première fois en rapport avec les conflits frontaliers qui opposèrent les Serbes et les Byzantins entre 1091 et 1094. Après la victoire des Byzantins, en 1170, Stefan Nemanja ordonna des prières dans l'église Saint-Georges de Zvečan. Remontant à cette époque, dans la haute ville, on trouve actuellement les vestiges de cette église Saint Georges, ainsi qu'une citerne et une tour octogonale qui défendait les remparts.

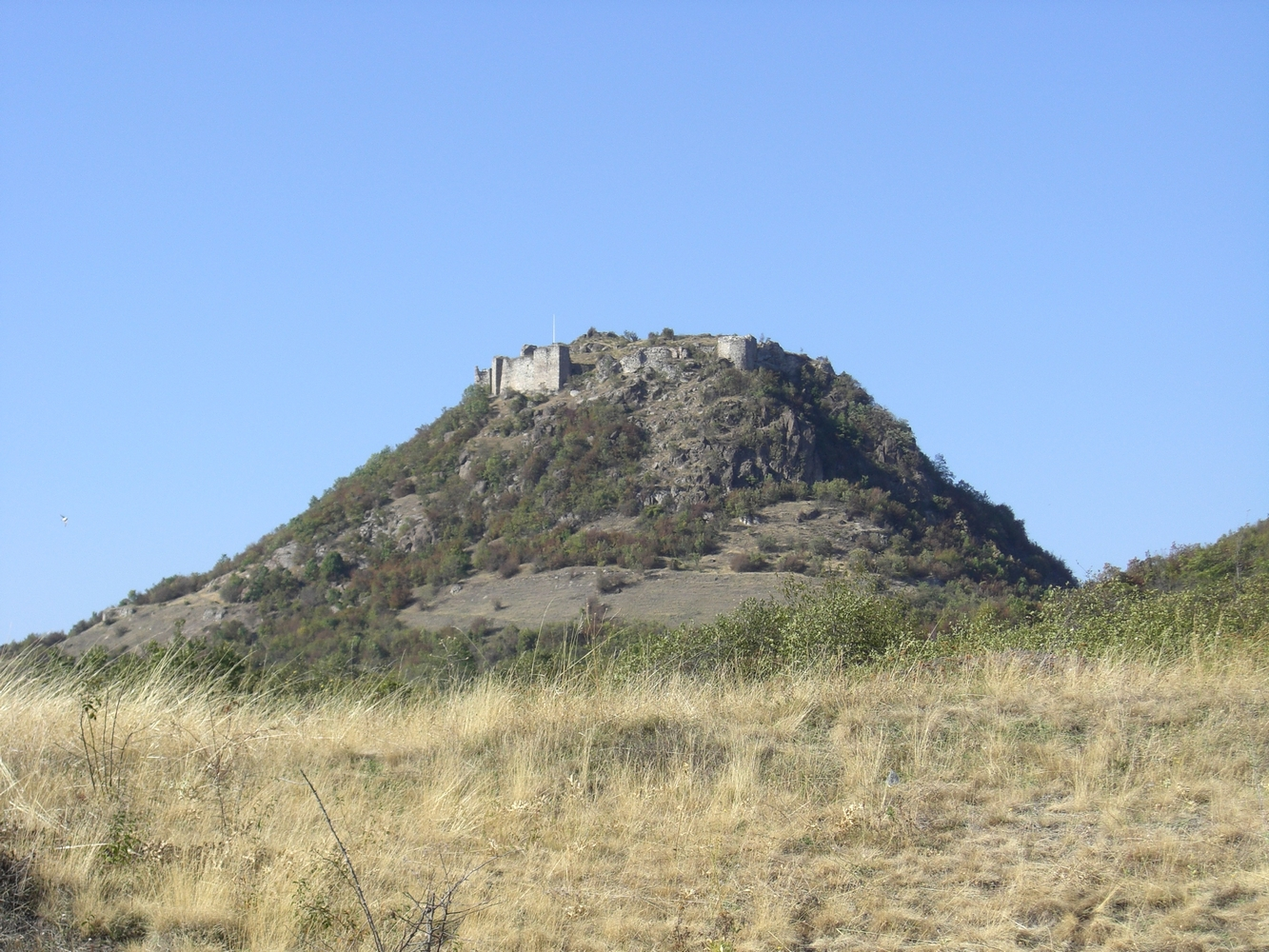
La forteresse de Zvečan

## Localités

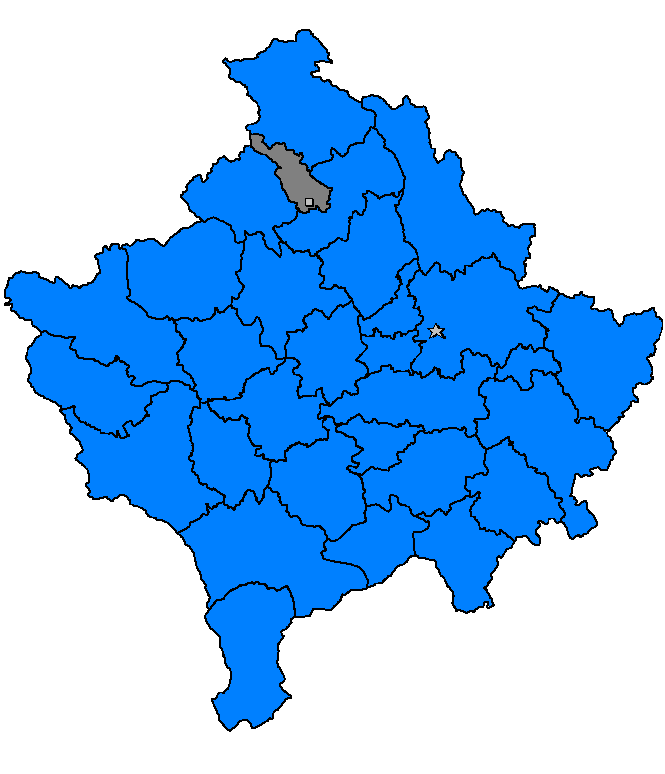
Localisation de la commune/municipalité de Zvečan/Zveçan au Kosovo

Selon la pratique de l'OSCE, le nom d'un village porte en premier celui donné par la nationalité majoritaire ; pour Zvečan/Zveçan, il figure en serbe, à l'exception de Boletin/Boljetin, Lipë/Lipa et Zhazhë/Žaža, peuplés d'une majorité d'Albanais :
| - Banjska/Banjskë - Banjska Reka/Rekë e Banjskës - Banjski Suvi Do/Suhadoll i Banjës - Banov Do/Banovdoll - Boletin/Boljetin - Bresnica/Bresnicë - Doljane/Dolanë - Grabovac/Graboc - Grižani/Grizhan | - Izvori/Izvor - Jankov Potok/Potok i Jankut - Joševik/Jashevik - Kamenica/Kamenicë - Korilje/Korilë - Kula/Kullë - Lipë/Lipa - Lipovica/Lipovicë - Lokva/Llokvë | - Lovac/Llovac - Lozište/Llozishtë - Mali Zvečan/Zveçan i Vogël - Malo Rudare/Rudar i Vogël - Matica/Maticë - Meki Do/Mekidoll - Oraovica/Rahovicë - Rudine/Rudinë - Sendo/Sendojë | - Srbovac/Sërboc - Valač/Vallaq - Veliko Rudare/Rudar i Madh - Vilište/Vilishtë - Zhazhë/Žaža - Žerovnica/Zherovnicë - Žitkovac/Zhitkoc - Zvečan/Zveçan |

## Démographie

### Villeintra muros
Un recensement de la population a été réalisé en 2011 ; il a été boycotté par les Serbes. Les données communiquées sont des estimations datant de 2008-2009,.

#### Évolution de la population dans la ville
| 1948 | 1953  | 1961  | 1971  | 1981  | 1991  | 2009  |
| ---- | ----- | ----- | ----- | ----- | ----- | ----- |
| 726  | 1 572 | 2 353 | 2 628 | 2 785 | 3 261 | 1 724 |

|  |

### Population dans la commune/municipalité

#### Évolution historique de la population
| 1948  | 1953  | 1961  | 1971   | 1981  | 1991   | 2009   |
| ----- | ----- | ----- | ------ | ----- | ------ | ------ |
| 6 417 | 7 890 | 9 166 | 10 095 | 9 710 | 10 030 | 7 481, |

|  |

#### Répartition de la population par nationalités
Estimations à partir de 1991
| Composition ethnique, y compris les réfugiés |          |      |        |      |        |     |          |      |        |
| Année/Population                             | Albanais | %    | Serbes | %    | Autres | %   | Réfugiés | %    | Total  |
| 1991                                         | 1 934    | 19,3 | 7 591  | 75,7 | 554    | 5   | 0        | 0    | 10 030 |
| Janvier 1999                                 | 2 261    | 24,5 | 6 825  | 73,9 | 146    | 1,6 | 0        | 0    | 9 229  |
| ?                                            | 350      | 2,1  | 12 050 | 72,6 | 250    | 1,5 | 4 200    | 25,3 | 16 600 |
| Ref: OSCE -                                  |          |      |        |      |        |     |          |      |        |

Estimations 2009
La population, estimée à 7 481 habitants, compterait 7 095 « Serbes et autres » nationalités et 386 Albanais.

## Politique
À la suite des élections locales du 6 mai 2012, les 27 membres de l'assemblée municipale se répartissaient de la manière suivante :
| Parti                                | Sièges |
| ------------------------------------ | ------ |
| Parti démocratique de Serbie         | 10     |
| Régions unies de Serbie (URS)        | 7      |
| Parti socialiste de Serbie et alliés | 4      |
| Conseil national serbe (SNV)         | 3      |
| Parti radical serbe (SRS)            | 3      |

Dragiša Milović, membre du Parti démocratique de Serbie (DSS), a été élu président (maire) de la commune/municipalité de Zvečan/Zveçan.

## Culture
La ville abrite la faculté des Beaux-Arts de l'université de Pristina.
La ville organise chaque année un festival international de jazz, qui a lieu en juin, une colonie d'art et un festival de musique traditionnelle pour les enfants.

## Tourisme

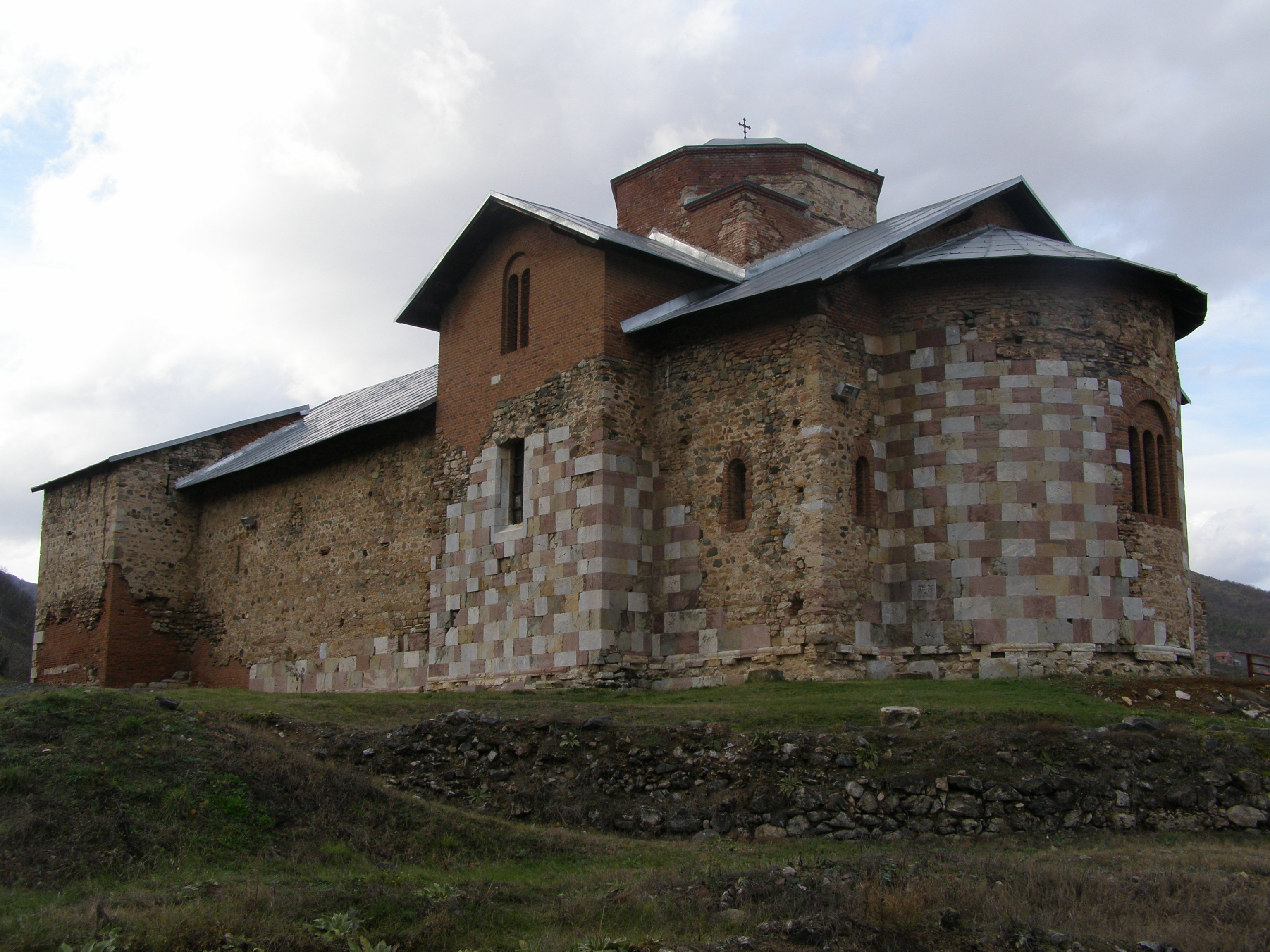
Le monastère de Banjska

La forteresse de Zvečan, construite au XIe siècle, est l'une des plus anciennes forteresses de l'Europe du sud-est ; elle se dresse au sommet d'un ancien volcan et domine la rivière Ibar ; elle est inscrite sur la liste des monuments culturels d'importance exceptionnelle de la république de Serbie. Sur le territoire de la commune/municipalité se trouvent d'autres édifices classés, comme le monastère orthodoxe de Banjska, construit entre 1312 et 1316 par le roi serbe Stefan Milutin, ou celui de Sokolica, construit à la fin du XIVe siècle ou au début du XVe siècle.
Autres monuments

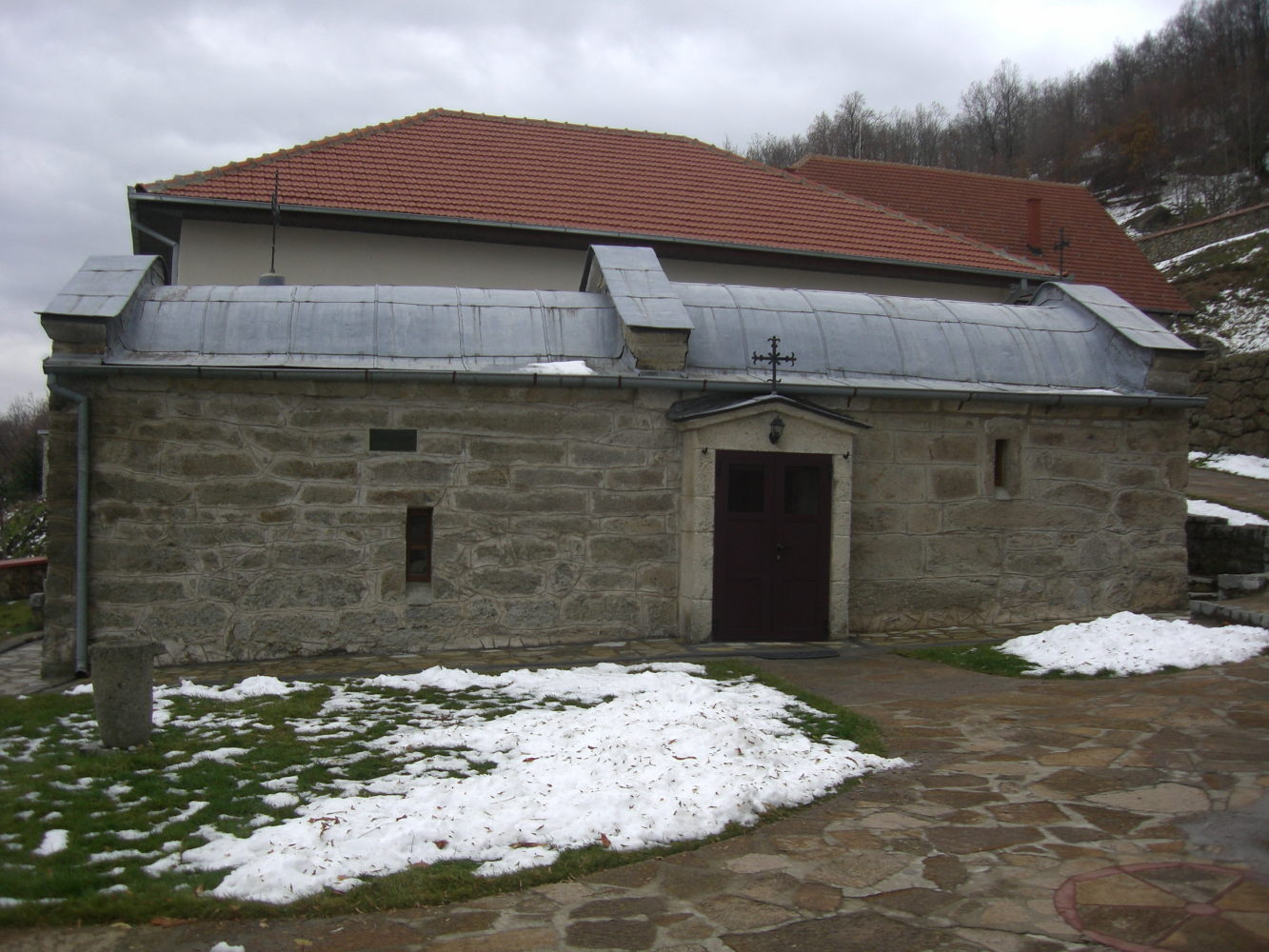
Le monastère de Sokolica

- les ruines de l'église Saint-Pantaléon de Lovac/Llovac (XIIe-XIVe siècles)[9]
- la tour-résidence d'Isa Bojetini à Boletin/Boljetin (XIXe siècle)[10]